# Żona pastora
Żona Pastora (tytuł oryg. The Preacher's Wife) – film z 1996 roku w reżyserii Penny Marshall. Jest to remake filmu z 1947 roku Żona biskupa na podstawie powieści Roberta Nathana.
Film był nominowany do Oscara w kategorii najlepsza muzyka filmowa.

## Fabuła
Nowojorski Pastor Henry Biggs przez swoje obowiązki zaczął zaniedbywać swoją rodzinę. Pewnie dnia zwraca się o pomoc do Boga i wkrótce w mieście zjawia się anioł Dudley.

## Obsada
- Denzel Washington – Dudley
- Whitney Houston – Julia Biggs
- Courtney B. Vance – Pastor Henry Biggs
- Gregory Hines – Joe Hamilton
- Jenifer Lewis – Margueritte Coleman
- Loretta Devine – Beverly
- Justin Pierre Edmund – Jeremiah Biggs
- Lionel Richie – Britsloe
- Paul Bates – Saul Jeffreys
- Lex Monson – Osbert